# Eois trillista
Eois trillista là một loài bướm đêm trong họ Geometridae.